# Wólka (województwo wielkopolskie)
Wólka – wieś w Polsce położona w województwie wielkopolskim, w powiecie słupeckim, w gminie Strzałkowo.
W latach 1975–1998 miejscowość należała administracyjnie do województwa konińskiego.
We wsi znajduje się zabytkowy zespół pałacowy z XIX wieku. Składa się z:
- pałacu (nr rej.: 1708 z 9.04.1975 r.)
- parku (nr rej. j.w.)
- zespołu folwarcznego z 2 poł. XIX w. (nr rej.: 400/142 z 2.12.1987 r.):
  - gorzelni
  - obory
  - stajni
  - spichlerza
  - oficyny (pierwotnie dworku właściciela)
  - obory II (nr rej.: 527/268 z 30.12.1996 r.)

Na terenie wsi znajduje się przystanek kolejowy.